# 반곡중학교 (강원)
반곡중학교(盤谷中學校)는 대한민국 강원특별자치도 원주시 반곡동에 있는 공립 중학교이다.

## 학교 연혁
- 2005년 6월 2일 : 반곡중학교 설립인가 (33학급)
- 2007년 2월 15일 : 교사 신축 공사 개시
- 2008년 3월 1일 : 신축 교사 준공
- 2008년 3월 1일 : 초대 김경태 교장 취임
- 2008년 3월 4일 : 제1회 입학식(신입생 257명)
- 2008년 6월 5일 : 개교식
- 2011년 2월 10일 : 제1회 졸업식(266명)
- 2021년 9월 1일 : 제6대 유일환 교장 취임
- 2025년 1월 6일 : 제15회 졸업식(305명)
- 2025년 3월 4일 : 제18회 입학식(남 150명, 여 168명 총 318명)

## 참고 자료
- 반곡중학교 - 한국교육학술정보원 학교알리미